# Henry Bryant Bigelow
Henry Bryant Bigelow (* 3. Oktober 1879 in Boston, Massachusetts; † 11. Dezember 1967 in Concord, Massachusetts) war ein US-amerikanischer Zoologe. Seine Forschungsschwerpunkte waren die Ichthyologie und Meeresbiologie.

## Leben und Wirken
Bigelow stammt aus einer wohlhabenden Familie. Sein Vater war Bankier im Bostoner Stadtteil Back Bay. 1895 besuchte er die Milton Academy und 1896 assistierte er Alpheus Hyatt am Boston Natural History Museum. Vor seinem Zoologiestudium an der Harvard University im Jahre 1897 belegte er Biologiekurse am Massachusetts Institute of Technology. Als Student nahm er 1900 an der von Reginald Aldworth Daly (1871–1957) geleiteten Brown-Harvard Expedition nach Neufundland und auf die Labrador-Halbinsel teil, über die er 1902 eine Arbeit über die Avifauna der nordöstlichen Küste Labradors verfasste. 1901 erlangte er seinen Bachelor-Abschluss in Harvard. 1904 graduierte er zum Master of Arts und 1906 promovierte er mit einer Doktorarbeit über den Energiestoffwechsel der Quallenart Gonionemus vertens aus der Familie der Olindiidae zum Ph.D. Im selben Jahre wurde er Assistent am Museum of Comparative Zoology und heiratete Elizabeth Perkins Shattuck. Aus dieser Ehe gingen vier Kinder hervor, von denen zwei 1931 und 1934 ums Leben kamen.
Bigelow nahm an mehreren meeresbiologischen Expeditionen teil. 1901 begleitete er Alexander Agassiz auf die Malediven. Ab 1904 bereiste er mit dem Forschungsschiff Albatross den tropischen Pazifik und die Karibik, wo er Medusen und Staatsquallen sammelte. Dies war die Basis für sein 1911 veröffentlichtes Buch The Siphonophorae, das zu den Standardwerken über die Systematik der Staatsquallen zählt. Zwischen 1911 und 1924 betrieb er auf Anraten des kanadischen Ozeanographen Sir John Murray (1841–1914) Studien im bis dahin weitgehend unerforschten Golf von Maine. Seine Expeditionen, über die er die drei Monografien Fishes of Gulf of Maine (1925), Physical Oceanography of Gulf of Maine (1926) und Plankton of Gulf of Maine (1927) sowie dutzende wissenschaftliche Artikel veröffentlichte, wurden vom Museum of Comparative Zoology (MCZ) und dem U.S. Bureau of Fisheries unterstützt. 1913 wurde er Kurator für Nesseltiere am Museum of Comparative Zoology. Im selben Jahr arbeitete er als Berater für die International Ice Patrol und zwischen 1917 und 1919 für die Schifffahrtsbehörde der Vereinigten Staaten (United States Shipping Board). 1918 diente er als Navigator auf dem US-Transportschiff Amphibion, auf dem er ein Seegefecht mit einem deutschen U-Boot überlebte. Nach dem Krieg erhielt er eine Stelle als Berater bei der United States Coast Guard und 1921 eine Dozentenstelle an der Harvard University. 1927 wurde er außerordentlicher Professor für Zoologie an der Harvard University und Kurator für Ozeanografie am Museum of Comparative Zoology. 1930 gründete er die Woods Hole Oceanographic Institution, die von der Rockefeller-Stiftung unterstützt wurde. Bis 1939 war er Präsident dieses Instituts. 1931 wurde er in die National Academy of Sciences gewählt und mit der Agassiz Medal ausgezeichnet. Im selben Jahr wurde er zum Professor für Zoologie an der Harvard University ernannt, wo er der Mentor von später bekannt gewordenen Meeresforschern wie Columbus O’Donnell Iselin (1904–1971) und Mary Sears (1905–1997) war. 1932 wurde er korrespondierendes Mitglied der Academy of Natural Sciences in Philadelphia. Von 1939 bis 1963 veröffentlichte er zusammen mit William Charles Schroeder (1895–1977) die Buch-Reihe Fishes of Western North Atlantic. 1946 ging Bigelow in den Ruhestand, blieb aber der Fakultät des Museums of Comparative Zoology bis 1962 treu. 1947 erschien sein Buch Wind Waves at Sea, Breakers and Surf. 1950 wurde er Professor emeritus an der Harvard University.
1911 wurde Bigelow in die American Academy of Arts and Sciences gewählt, 1931 in die National Academy of Sciences und 1937 in die American Philosophical Society. Er wurde mit der William Bowie Medal der American Geophysical Union (1944), der Johannes Schmidt-medaljen (1947) der Carlsberg-Stiftung, der Daniel Giraud Elliot Medal der National Academy of Sciences (1948) sowie mit der Médaille commémorative Prince Albert 1er de Monaco (1950) des Institut océanographique de Monaco ausgezeichnet.
1960 stiftete die Woods Hole Oceanographic Institution die Henry Bryant Bigelow Medal. Damit werden Wissenschaftler ausgezeichnet, die laut Statuten „bedeutende Forschungen über die Phänomene des Meeres betreiben“. Bigelow war der erste Preisträger dieser Medaille. 2006 benannte die National Oceanic and Atmospheric Administration eines ihrer Forschungsschiffe nach ihm.
Zu den von Bigelow beschriebenen Taxa, von denen mehrere in Zusammenarbeit mit William C. Schroeder verfasst wurden, zählen unter anderem die Würfelqualle Manokia stiasnyi, die Rochenarten Dipturus olseni, Leucoraja lentiginosa, Fenestraja atripinna, Amblyraja jenseni, die Rochengattung Pseudoraja, die Seekatzengattung Neoharriotta sowie der Pazifische Schlafhai (Somniosus pacificus).

## Dedikationsnamen

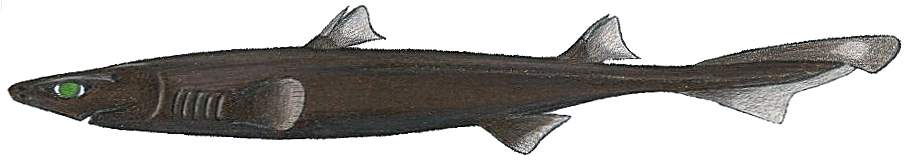
Etmopterus bigelowi

Bereits 1905 wurde Bigelow von Otto Maas (1867–1916) im Artepitheton der Quallentaxa Euphysora bigelowi und Corymorpha bigelowi geehrt. Weitere Namenswidmungen sind Etmopterus bigelowi, Americamysis bigelowi, Bigelowina, Rajella bigelowi und Chilosia bigelowi.